# Quintal
Quintal é a denominação de várias unidades de medida de massa. Consoante o país e a época, o quintal teve vários valores.

## Quintal português
Em Portugal, o Quintal teve vários padrões ao longo dos tempos. Com as Ordenações Manuelinas, 1 quintal era de 4 arrobas. Nesta altura a unidade era o marco de Colónia.
No tempo dos Descobrimentos, havia dois tipos de "quintais":
- Quintal de peso grande ou ordinário (o mesmo que está exibido na tabela de abaixo): tinha 4 arrobas de 32 arráteis e 512 onças (16 onças por arrátel).
- Quintal de peso pequeno: tinha 4 arrobas de 28 arráteis e 392 onças (14 onças por arrátel).

Oito quintais de peso pequeno correspondiam a sete de peso grande.
A pimenta era vendida em quintais de peso pequeno na Casa da Índia, e era com bases nestes que eram calculados os direitos.
D. João VI em 1812 estabeleceu que 1 Quintal eram 10 arrobas. 
Com a adopção da Convenção do Metro em 1875, implementada pela Lei de 19 de Abril de 1876, estas medidas deixam de existir oficialmente em Portugal, apesar de a sua designação ter passado a ser utilizada relativamente a múltiplos de quilo.
|         | Quintal | Arroba | Arrátel | Onça  |
| ------- | ------- | ------ | ------- | ----- |
| Quintal | 1       | 4      | 128     | 2 048 |
| Arroba  | 1/4     | 1      | 32      | 512   |
| Arrátel | 1/128   | 1/32   | 1       | 16    |
| Onça    | 1/2 048 | 1/512  | 1/16    | 1     |

## Quintal métrico
O Quintal métrico é o segundo múltiplo do quilograma e o quinto do grama. Também leva o nome de decitonelada, e quando é mencionado desta forma se considera primeiro submúltiplo da tonelada métrica.
Esta é uma unidade muito difundida atualmente para pesar as colheitas.
Equivalências
- 100 000 gramas
- 10 000 decagramas
- 1 000 hectogramas
- 100 quilogramas
- 10 miriagramas
- 0,1 toneladas métricas

## Quintal norte-americano (quintal curto)
O quintal curto ou quintal dos Estados Unidos (abreviado "cwt") é denominado s em inglês, e equivale a 45,359237 kg, além de:
- 700 000 grãos
- 25 600 dracmas avoirdupois
- 1 600 onças avoirdupois
- 100 libras avoirdupois
- 4 arrobas
- 0,2 quartos curtos
- 0,045 toneladas curtas

## Quintal britânico (quintal longo)
O quintal longo ou quintal britânico (também abreviado "cwt") é uma antiga unidade de medida britânica, denominada long hundredweight em inglês, equivalente a 50,80234544 kg, além de:
- 784 000 grãos
- 28 672 dracmas avoirdupois
- 1 792 onças avoirdupois
- 112 libras avoirdupois
- 8 stones
- 0,2 quartos longos
- 0,05 toneladas longas

Com a adoção do sistema métrico no Reino Unido, o quintal longo deixou de ser usado oficialmente.